# François-Guillaume de Prusse
François-Guillaume de Prusse (nom complet : François-Guillaume-Victor-Christophe-Étienne ; né le 3 septembre 1943 au château de Saabor près de Grünberg-en-Silésie) est brièvement chef de la Manufacture royale de porcelaine de Berlin (KPM) ; il est l'arrière-petit-fils du dernier empereur allemand Guillaume II. Son grand-père est Joachim de Prusse.

## Biographie
François-Guillaume de Prusse est le fils du prince Charles-François de Prusse (en) (1916-1975) et de sa première épouse, la princesse Henriette von Schoenaich-Carolath (1918-1972), fille de la princesse Hermine von Schoenaich-Carolath (1887-1947), née princesse Reuss de Greiz, elle-même seconde épouse de l'ancien empereur allemand et roi de Prusse Guillaume II. Son frère jumeau Frédéric-Christian meurt trois semaines après sa naissance au château de Saabor (de). Son deuxième frère, François-Frédéric (de), est né le 17 octobre 1944 à Grünberg-en-Silésie. Le mariage de ses parents se termine par un divorce en 1946 et son père se marie encore deux fois.
François-Guillaume de Prusse étudie le droit et la gestion des affaires aux universités de Mayence et de Francfort-sur-le-Main. Il travaille ensuite à l'étranger. En 2004, François-Guillaume de Prusse, à la tête d'un groupe d'investisseurs, reprend la Manufacture royale de porcelaine de Berlin (KPM) afin de maintenir la production dans l'usine historique de Berlin, car la marque risque d'être rachetée par un consortium chinois. Il s'engage à continuer à produire à Berlin. Cependant, après des conflits internes et des menaces d'insolvabilité, le prince de Prusse échoue dans sa recherche de nouveaux partenaires pour sauver l'entreprise traditionnelle. Cependant, le banquier berlinois Jörg Woltmann (de) prend en charge le sauvetage en février 2006 en reprenant KPM ; il a déjà financé le groupe d'investisseurs Franz Wilhelm Prinz von Preußen KPM Holding AG renommé Franz Wilhelm von Preußen AG est maintenant expiré.

## Mariage et descendance
Le 22 septembre 1976, le prince François-Guillaume de Prusse se marie avec Maria Vladimirovna Romanov, grande-duchesse de Russie, à Madrid selon le rite orthodoxe. Son fils, Georges Mikhailovich (né en 1981), n'utilise cependant pas le nom de son père, Hohenzollern, mais plutôt le nom de sa mère, Romanov, après que son grand-père Vladimir Kirillovich Romanov (1917-1992) l'a désigné comme son successeur à la tête de l'ancienne famille tsariste. Les parrains de Georges sont Constantin II de Grèce, Juan Carlos d'Espagne et Simeón II de Bulgarie.
En 1982, François-Guillaume de Prusse se sépare de Maria Vladimirovna et le divorce s'ensuit en 1986. Depuis 1984, le prince de Prusse vit à Madrid. Il y travaille comme banquier d'investissement et promoteur immobilier.
Le président russe Boris Eltsine se prononce en faveur de permettre à Georges de faire ses études en Russie et de servir ensuite dans l'armée afin de créer les conditions lui permettant de devenir un éventuel prétendant au trône. Cependant, les parents décident de ne pas le faire, afin de donner à leur fils une éducation occidentale en Angleterre et de ne pas l'exposer aux influences politiques et aux menaces correspondantes. Après avoir étudié à l'Université d'Oxford, Georges travaille pour la commissaire européenne espagnole Loyola de Palacio, puis occupe d'autres postes à la Commission européenne. À partir de 2008, il travaille pour la société russe Norilsk Nickel, puis comme consultant (Romanoff & Partners) auprès d'investisseurs russes à Bruxelles. En 2021, Georges Romanov épouse la fille du diplomate italien Rebecca Virginia Bettarini dans la cathédrale Saint-Isaac de Saint-Pétersbourg. Une délégation d'officiers de la Garde russe forme une ligne. Ils ont leur fils Alexandre Georgievich Romanov en 2022. La famille vit désormais à Moscou.